# Calliscelio bisulcatus
Calliscelio bisulcatus är en stekelart som först beskrevs av Jean-Jacques Kieffer 1910.  Calliscelio bisulcatus ingår i släktet Calliscelio och familjen Scelionidae. Inga underarter finns listade.